# Verlag Esterbauer
Der Verlag Esterbauer GmbH ist ein österreichischer Verlag mit Sitz in Rodingersdorf, der auf Radtourenbücher, Radkarten und Wanderführer spezialisiert ist.
Der Verlag entstand Mitte der 1980er Jahre aus dem Wien-Fahrradstadtplan-Projekt der Wiener Radfahrinitiative ARGUS. Seit 1987 konzentriert sich der Verlag auf die Erstellung von Radkarten und Radtourenbüchern. Inzwischen runden Mountainbike- und Wanderführer das Programm ab. 2020 waren über 500 Titel zu den Rad- und Wanderregionen Europas, mit Schwerpunkt Deutschland und Österreich, im Programm. Geschäftsführender Gesellschafter ist Roland Esterbauer. Der Verlag unterhält ein Redaktionsbüro in Berlin.